# Savandurga

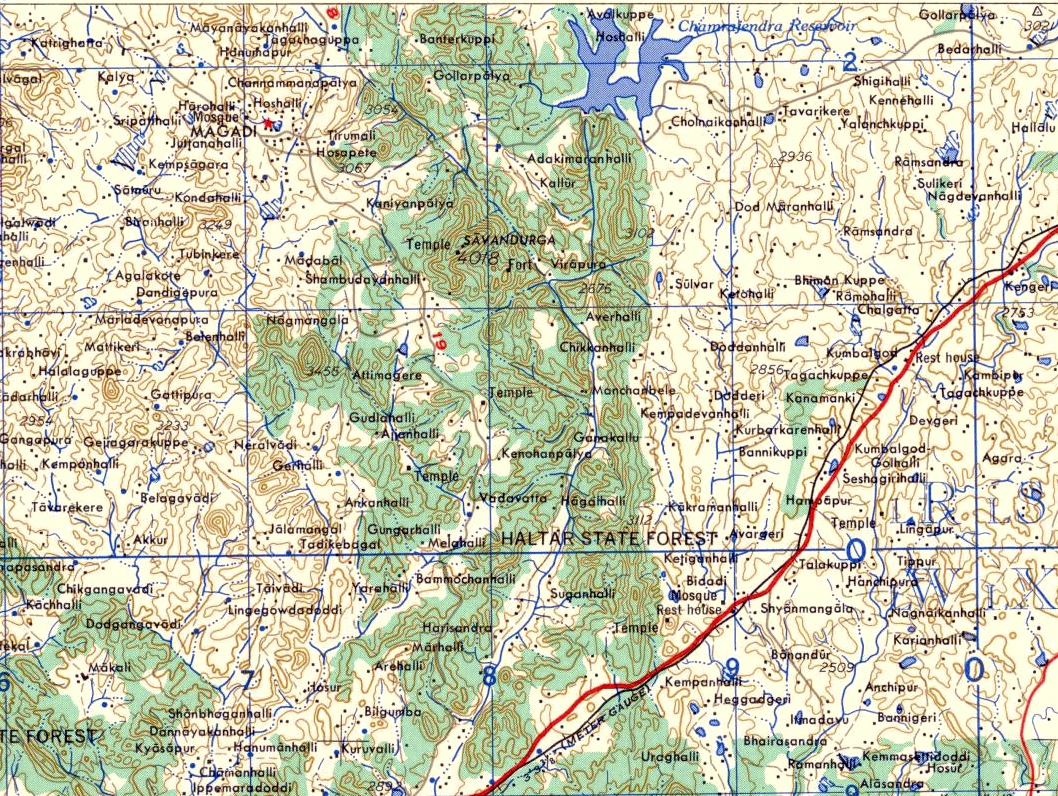
Mapa de la zona de Savandurga

Savandurga és un turó i una antiga fortalesa a uns 33 km a l'oest de Bangalore, al districte de Bangalore, a Karnataka, situat a 12° 55′ 11″ N, 77° 17′ 34″ E / 12.919654°N,77.292881°E, a l'Índia. També inclou un temple a la base. El turó és considerat un dels més grans monòlits del món, ja que està format per una única peça de pedra; prop hi passa el riu Arkavathi. El conjunt inclou dos turons, coneguts localment com a Karigudda (Turó Negre) i Biligudda (Turó Blanc). L'altura del principal turó, on hi ha les restes de la fortificació, és de 1.247 metres. Fou fortificat el 1543 per un oficial del raja de Vijayanagar. Va passar a control del nayak de Bangalore, junt amb Magadi, després del 1565, quan el regne de Vijayanagar va quedar malparat en la batalla de Talikota. Els nayaks la van conservar fins que fou ocupada pels rages hindús de Mysore el 1728. El tron de Mysore fou usurpat per Haidar Ali i després pel seu fill Tipu Sultan. Durant la guerra dels britànics contra el segon, el 1791, Lord Cornwallis va assaltar la fortalesa i la va conquerir de manera memorable. Posteriorment va quedar deserta.

## Galeria

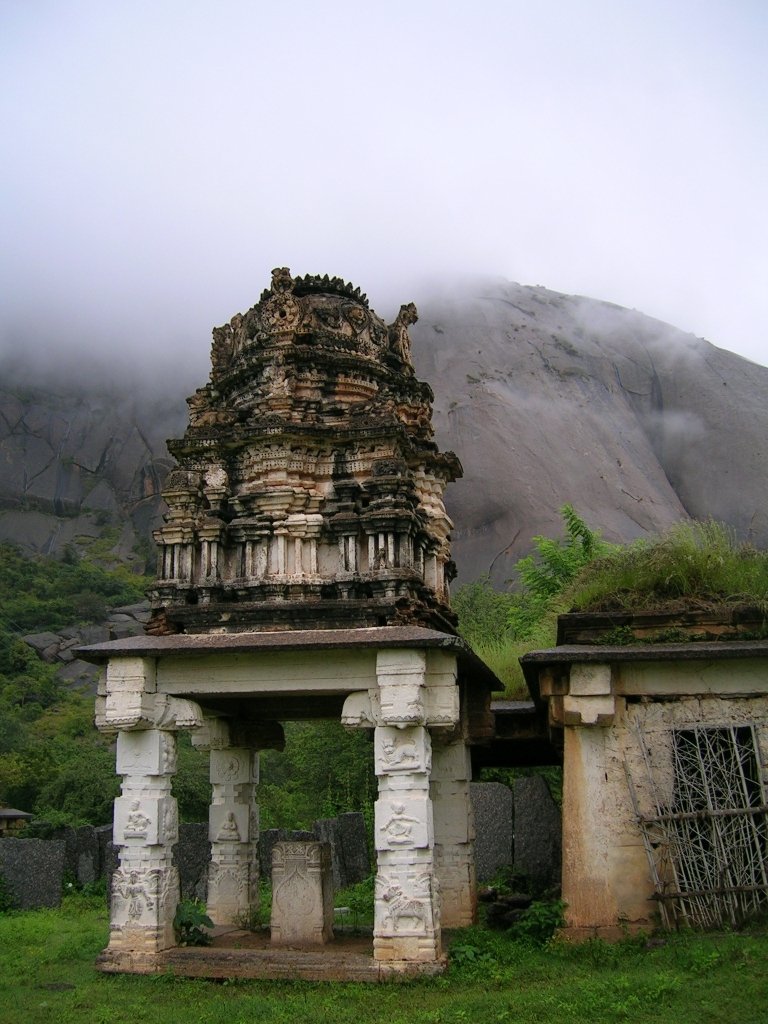
Temple a la base
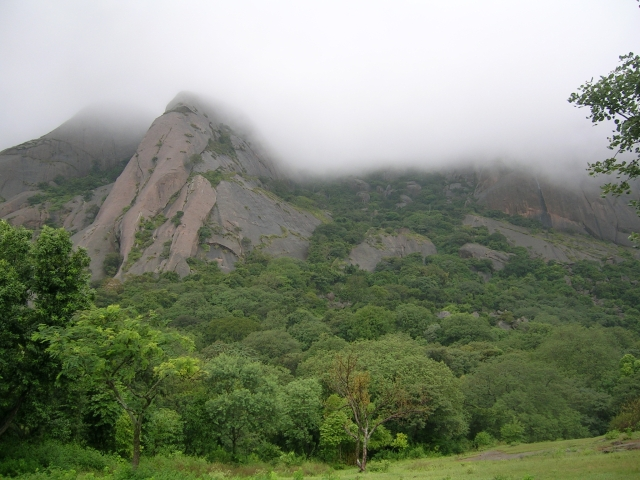
Jungla
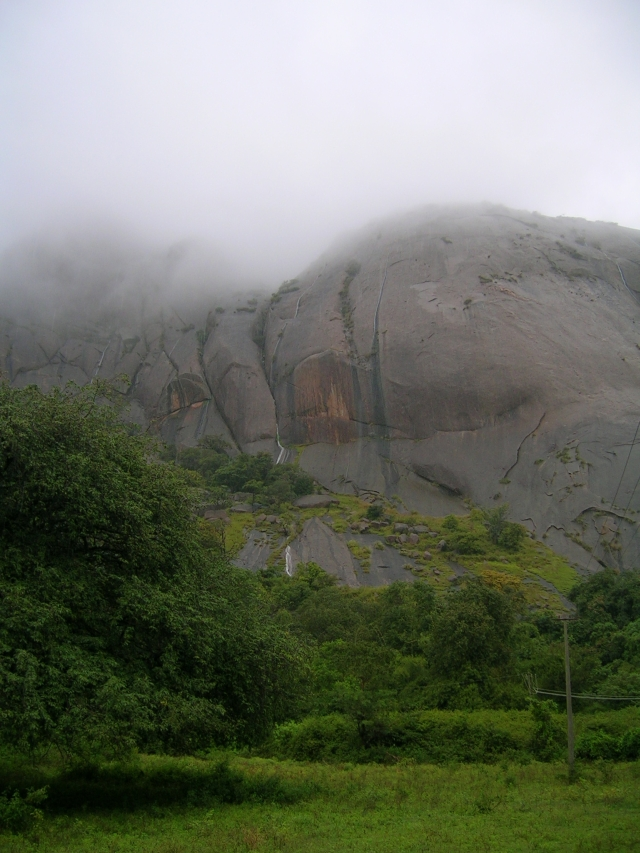
Pluges
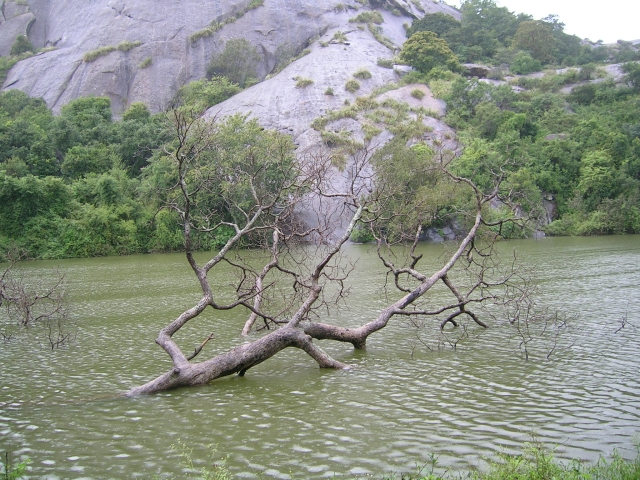
Llac a la base
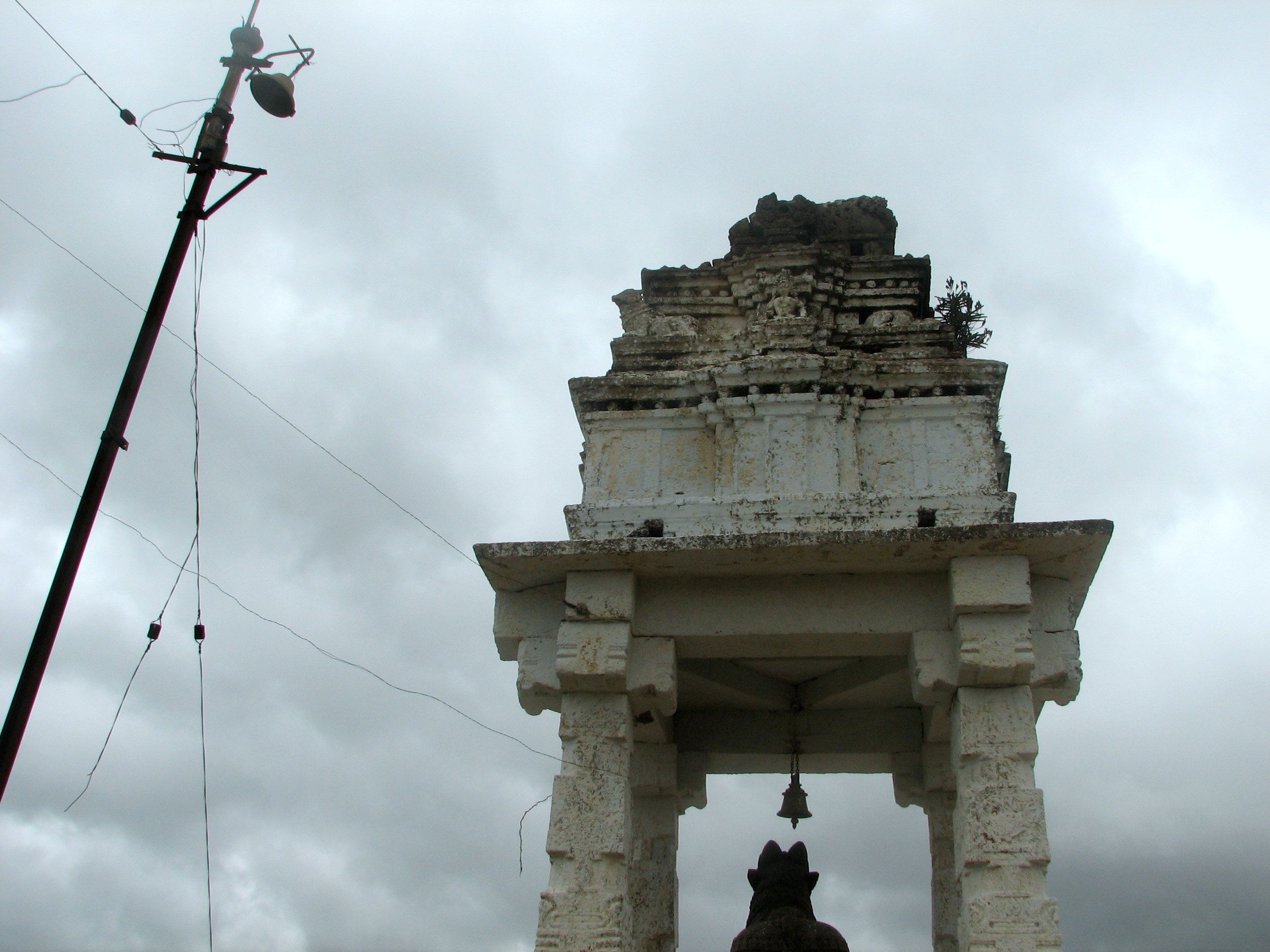
Mandap al cim
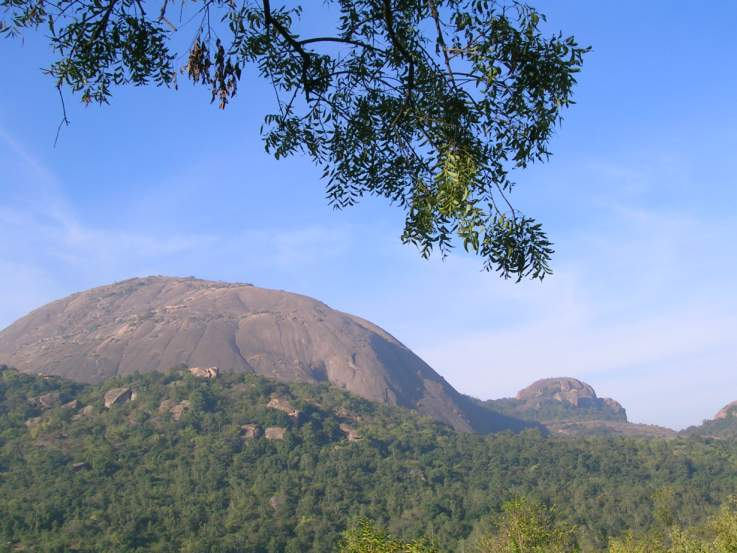
Savandurga, cims